# Operacja Cyclone

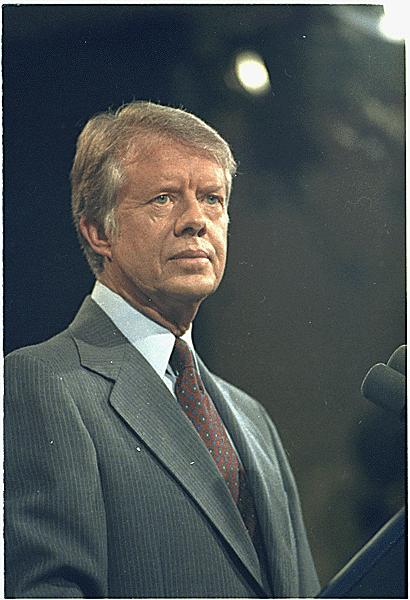
Prezydent Jimmy Carter podczas konferencji prasowej w 1978 roku

Operacja Cyclone (pol. „Cyklon”) – kryptonim programu Centralnej Agencji Wywiadowczej, mający na celu wsparcie afgańskich mudżahedinów podczas radzieckiej interwencji w Afganistanie; program trwał od 1979 do 1989 roku.
Operacja Cyclone była jedną z najdłuższych i najdroższych tajnych operacji kiedykolwiek przeprowadzonych przez CIA. Z poziomu 20–30 mln dol. rocznie w 1980 roku, koszt operacji wzrósł do 630 milionów dolarów w 1987 roku.

## Geneza
Doradca prezydenta Stanów Zjednoczonych do spraw bezpieczeństwa, Zbigniew Brzeziński, zaproponował, aby amerykańskie wysiłki zmierzały w kierunku pomocy mudżahedinom, wplątując ZSRR w kosztowny konflikt, podobny do wojny w Wietnamie. Finansowanie, jak i uzbrojenie afgańskich oddziałów miało się odbywać za pośrednictwem tajnych służb pakistańskich (ISI) i brytyjskich (MI6).
Jako że mudżahedini źle przyjęli równouprawnienie kobiet (zakazano m.in. kupowania żon), Brzeziński ukuł termin „świętej wojny”, mający zachęcić muzułmanów do walki z Sowietami i afgańskim rządem.

## Operacja
3 lipca 1979 roku (a więc na pół roku przed inwazją radziecką), prezydent USA Jimmy Carter podpisał dokument upoważniający do finansowania afgańskich mudżahedinów. Po radzieckiej inwazji w nocy z 24 na 25 grudnia 1979 roku oraz instalacji prosowieckiego prezydenta Babraka Karmala, prezydent Carter w swoim oświadczeniu ostrzegł:

Sowiecka inwazja na Afganistan jest największym zagrożeniem dla pokoju światowego od czasu drugiej wojny światowej.

W celu realizacji polityki poprzednika, prezydent Ronald Reagan rozkazał przerzucić do Afganistanu specjalne paramilitarne oddziały CIA, mające za zadanie wyposażyć i przeszkolić siły mudżahedinów walczących przeciwko Armii Radzieckiej. Mimo że teksański kongresmen Charlie Wilson skupiał na sobie najwięcej uwagi ze względu na swoją rolę (po zapoznaniu się z sytuacją w Afganistanie, będąc członkiem kongresowej komisji ds. wywiadu doprowadził do zwiększenia budżetu tajnych operacji w Afganistanie z kilku milionów do ponad pół miliarda dolarów), jednak głównym architektem strategii w Afganistanie pozostał Michael G. Vickers, młody oficer pracujący w paramilitarnej grupie CIA.
Tajne szkolenia oraz wyposażanie rebeliantów w nowoczesną broń produkcji amerykańskiej rozpoczęły się od podpisania Dyrektywy 166, w marcu 1985 roku. CIA rozpoczęło wspierać ataki oraz wyznaczać cele militarne, fabryki oraz magazyny również po radzieckiej stronie granicy. Rajdy te zaniepokoiły administrację w Waszyngtonie możliwością nieprzewidzianej eskalacji konfliktu. W wyniku nacisków, administracja Reagana zablokowała transfer zdjęć satelitarnych do Pakistanu, wskazujących cele militarne na terytorium ZSRR.
Program w dużej mierze opierał się na pakistańskich służbach specjalnych – Inter-Services Intelligence (ISI), jako pośredniku w dystrybucji funduszy, przerzucie broni, szkoleniu wojskowym oraz wsparciu finansowym dla afgańskich grup oporu. Wraz z finansowaniem podobnych programów ze strony MI6, SAS, Arabii Saudyjskiej oraz Chińskiej Republiki Ludowej; w latach 1978–1992 ISI uzbroiło i wyszkoliło ponad 100 000 powstańców. Zachęcało również ochotników z państw arabskich do udziału w walkach w Afganistanie.
Ostatecznie radzieckie wojska wycofały się całkowicie z Afganistanu 15 lutego 1989 roku.

### Finansowanie

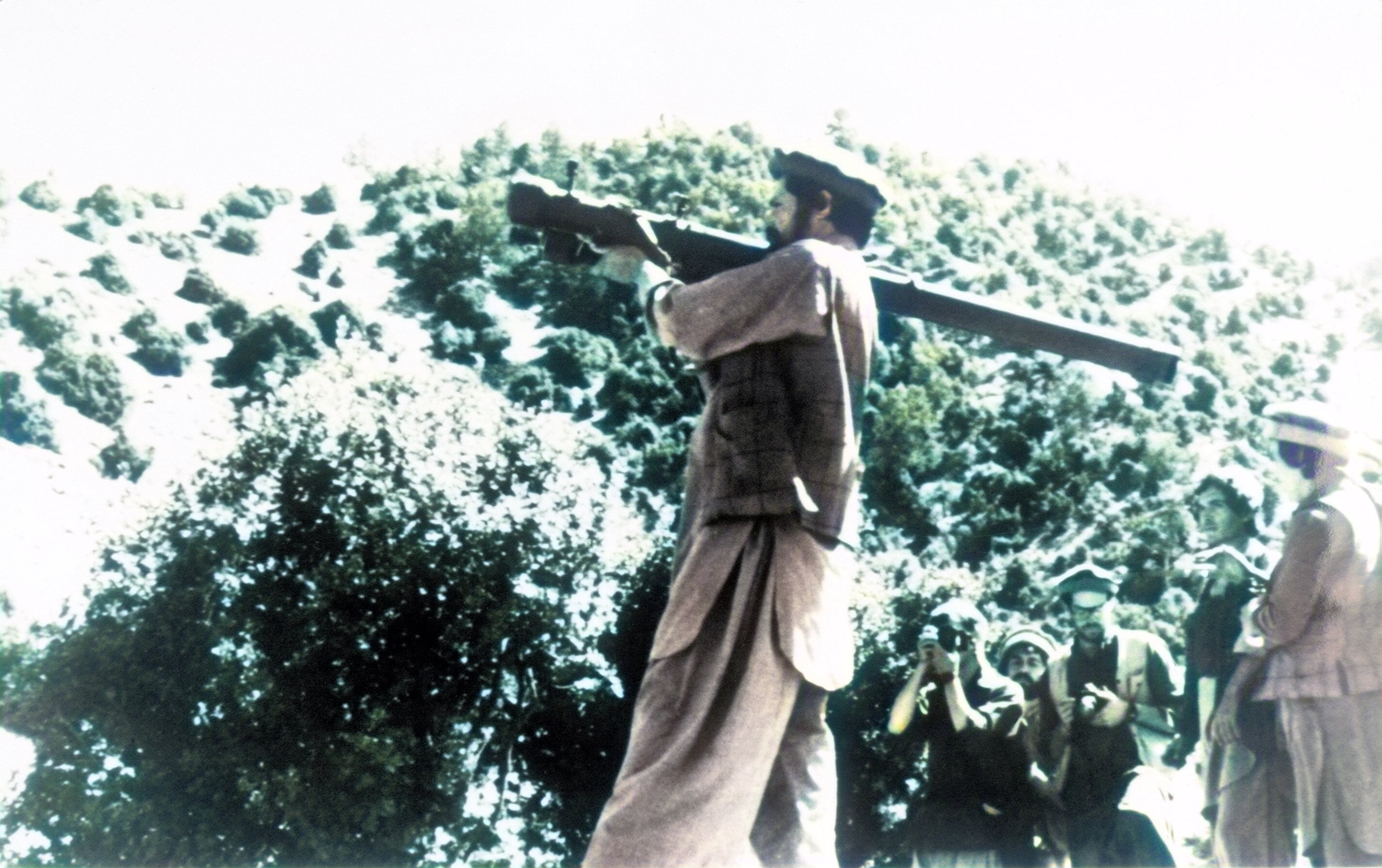
Afgański mudżahedin z wyrzutnią Strzała-2, 1988 rok

USA zaoferowało dwa pakiety pomocy gospodarczej i wojskowej w celu wsparcia roli Pakistanu w wojnie przeciwko wojskom radzieckim w Afganistanie. Wartość pierwszego sześcioletniego pakietu (1981–1987) wyniosła 3,2 mld dolarów amerykańskich, równo podzielonych między pomocą gospodarczą a militarną. USA sprzedały także 40 samolotów F-16 Pakistanowi w okresie 1983–1987 za cenę 1,2 mld dolarów, jako osobny pakiet pomocowy.
Kwota drugiego sześcioletniego pakietu (1987–1993) wyniosła 4,2 mld dolarów. Poza tym 2,28 miliarda dolarów zostało przeznaczonych na pomoc gospodarczą w formie dotacji lub pożyczki, oprocentowanie wyniosło 2–3%. Reszta przydziału (1,74 mld dolarów) zostało przeznaczone na kredyt dla wojskowych zakupów. Sprzedaż broni spoza USA do Afganistanu poprzez Pakistan została ułatwiona przez Izrael.
Wzrost finansowania był efektem lobbingu czołowych amerykańskich polityków i urzędników rządowych, takich jak: Charles Wilson, Gordon Humphrey, Fred Ikle oraz William Casey. Działania administracji przeszły do historii polityki zagranicznej USA pod nazwą Doktryny Reagana, która zakładała wsparcie dla antyrządowych ruchów oporu w Afganistanie, Angoli (UNITA), Nikaragui (Contras), poparcie dla antyrządowych ruchów dysydenckich w Etiopii oraz wsparcie polityczne i finansowe dla „Solidarności” w Polsce. Osobną operacją wojskową było usunięcie siłami wojsk USA rządu lewicowego na Grenadzie. (operacja Urgent Fury)

## Następstwa
Po wkroczeniu radzieckich sił do Afganistanu w grudniu 1979 roku sądzono, że inwazja Związku Radzieckiego jest próbą rozszerzenia jego granic na południe w celu zajęcia dominującej pozycji w regionie. ZSRR brakowało również ciepłowodnego portu, a ekspansja na południe miała być preludium dalszego rozwoju w kierunku wschodu – Pakistanu oraz Iranu na zachodzie.
Amerykańscy politycy, Republikanie, jak i Demokraci, obawiali się przejęcia przez ZSRR Bliskiego Wschodu bogatego w ropę naftową. Mniejsza część polityków amerykańskich wierzyła, że interwencja ZSRR była odpowiedzią na Rewolucję Islamską w Iranie oraz postępującą islamizację w Afganistanie. Interwencja byłaby wymuszona zaniepokojeniem ZSRR możliwością powstania separatystycznych organizacji islamskich wśród milionów muzułmanów w Związku Radzieckim.
Po inwazji prezydent Carter ogłosił nową doktrynę w polityce zagranicznej USA, znaną później jako Doktryna Cartera. Zakładała ona, że każda próba przejęcia kontroli w rejonie Zatoki Perskiej będzie naruszeniem interesów bezpieczeństwa USA i będzie odpierana wszelkimi środkami. W związku z tym zwiększono siły stacjonujące w rejonie Zatoki i Oceanu Indyjskiego oraz utworzono siły szybkiego reagowania. Zakończył również handel zbożem z ZSRR, który służył podczas zimnej wojny do zmniejszenia napięć. Zakaz eksportu ziarna był na początku uciążliwy dla amerykańskich farmerów. Prezydent Carter wezwał także do bojkotu Letnich Igrzysk Olimpijskich w Moskwie. Łącznie, w wyniku bojkotu, zabrakło członków aż 63 reprezentacji narodowych. Imprezę tę zbojkotowały również Chiny, które od dłuższego czasu nie brały czynnego udziału w światowym życiu sportowym. Było to nie po myśli gospodarzy, którzy zainwestowali ponad 9 mld dolarów w rozbudowę i modernizację infrastruktury oraz obiektów sportowych.
Po wycofaniu wojsk radzieckich Stany Zjednoczone zmieniły swoją politykę zagraniczną wobec Afganistanu. Finansowanie lidera afgańskiego ruchu oporu Gulbuddina Hekmatjara oraz jego organizacji Hezbi Islami zakończyło się od razu po wycofaniu się wojsk. USA również zmniejszyło pomoc dla afgańskich uchodźców w Pakistanie.
W październiku 1990 roku prezydent USA George H.W. Bush odmówił poświadczenia, że Pakistan nie posiada urządzeń zdolnych do zainicjowania wybuchu jądrowego; spowodowało to nałożenie sankcji wobec Pakistanu pod naciskami senatora Larry’ego Lee Presslera. Sankcje zakłóciły finansowanie drugiego pakietu pomocy, rozpoczętego w 1987 roku; przerwana została pomoc gospodarcza i wojskowa dla Pakistanu. Zakup uzbrojenia oraz program szkoleń został zamrożony, jak i również niektóre programy szkoleniowe dla pakistańskich oficerów wojskowych przebywających w Stanach Zjednoczonych; oficerowie ci zostali zmuszeni do powrotu do domu.

## Krytyka
Amerykański rząd był krytykowany za umożliwienie Pakistanowi niekontrolowanego finansowania kontrowersyjnego lidera ruchu oporu, Gulbuddina Hekmatjara. Hekmatjar był oskarżany o zabijanie mudżahedinów z innych grup oraz atakowanie ludności cywilnej, w tym ostrzał Kabulu za pomocą broni dostarczonej przez Amerykanów. Hekmatjar był również podejrzewany o przyjaźń z Osamą bin Ladenem, założycielem Al-Kaidy.
Pod koniec lat osiemdziesiątych premier Pakistanu Benazir Bhutto, zaniepokojona rosnącą siłą grup islamskich, ostrzegła prezydenta George H.W. Busha w następujących słowach: „Tworzysz Frankensteina”.
Według rządu USA, wszystkie fundusze trafiły do rodzimych afgańskich rebeliantów; jednocześnie rząd USA zaprzecza, by jakiekolwiek fundusze były wykorzystywane przez Osamę bin Ladena oraz zagranicznych arabskich rebeliantów. Szacuje się, że 35 000 muzułmanów pochodzących z 43 krajów islamskich brało udział w wojnie.

## Operacja w kulturze
Amerykański film biograficzny z 2007 roku, Wojna Charliego Wilsona, oparty jest na historii demokratycznego kongresmena Charlesa Wilsona, który był czołowym zwolennikiem pomocy dla mudżahedinów w latach osiemdziesiątych.